# Futurum exactum
Het futurum exactum (mv: futura exacta) is de voltooid toekomende tijd van het Latijnse werkwoord. De persoonsvorm die in deze tijd staat, beschrijft een gebeurtenis die, vanuit een moment in de toekomst gezien, vóór dat moment plaats heeft gevonden. Maar in de regel wel ná het heden.
Net als het futurum simplex heeft het futurum exactum wel een indicativus, maar geen conjunctivus.
Het Oudgrieks heeft ook enkele voorbeelden van een synthetisch futurum exactum, bijv. λελύσομαι ''ik zal bevrijd/vrij zijn''.

## Voorbeelden
postquam viginti annos regnaveris morieris. (actief)
Nadat jij voor twintig jaren geregeerd zult hebben, zul je sterven.
non capieris nisi visus eris. (passief)
Je zult niet gevangen worden genomen, tenzij je gezien zult zijn.
Dit is de vertaling volgens de schoolgrammatica's; in de praktijk klinkt deze vaak houterig.
Actief:
a-stam:
Laudavero
Laudaveris
Laudaverit
Laudaverimus
Laudaveritis
Laudaverint
Vertaling: Ik zal hebben geprezen
Passief
a-stam:
laudatus ero
laudatus eris
laudatus erit
laudati erimus
laudati eritis
laudati erunt
Vertaling: Ik zal geprezen zijn